# Próżniomierz
Próżniomierz, wakuometr – przyrząd do mierzenia ciśnień poniżej ciśnienia atmosferycznego.
Każdy typ próżniomierza działa w określonym zakresie ciśnień. Stosuje się podział próżniomierzy na dwie kategorie: próżniomierze do niskiej próżni oraz próżniomierze do wysokiej próżni, wśród których wydziela się próżniomierze do ultrawysokiej próżni.

## Typy próżniomierzy
- jonizacyjny
- lepkościowy
- termomolekularny
- cieplnoprzewodnościowy
- termoelektryczny
- alfatronowy
- jarzeniowy
- bimetaliczny
- kompresyjny
- magnetyczny

## Zasada działania
Próżniomierz jonizacyjny służy do pomiaru próżni w zakresie od ok. 10−3  do 10−12 Tr. Istnieje wiele rozwiązań próżniomierzy tego typu. Może mieć on postać triody cylindrycznej, w którym siatka ma potencjał ok. +150 do +250 V, zaś anoda (zwana tu kolektorem) ok. −20 do −50 V.
Elektrony, emitowane z katody triody są rozpędzane w polu przyspieszającym siatki i zderzają się z molekułami gazu w nieidealnej próżni. Powstające przy tym jony dążą do kolektora. Miarą próżni jest natężenie prądu jonowego (prądu kolektora), przy czym im lepsza próżnia, tym mniej jonów i tym mniejszy prąd jonowy. Próżniomierz w postaci triody cylindrycznej pracuje dobrze przy ciśnieniach z zakresu 10−3 – 10−8 Tr.
Innym rozwiązaniem próżniomierza jonizacyjnego jest głowica Bayarda-Alperta, w którym kolektor ma postać cienkiego pręta metalowego. Taki próżniomierz wykazuje większą czułość w porównaniu do triody cylindrycznej – umożliwia pomiar niższych ciśnień (co najmniej 10−9 Tr). Do pomiaru ciśnień niższych nadają się sondy jonizacyjne ekstraktorowe i J-G, w których eliminuje się m.in. sygnały fałszywe pochodzące od miękkiego promieniowania X w sondzie. Dzięki temu próżniomierze te pozwalają mierzyć próżnię rzędu 10−12 Tr. Konstruktorem głowicy J-G był polski uczony Janusz Groszkowski.
Próżniomierz cieplno-przewodnościowy (Piraniego) ma postać odcinka drutu (platyna, wolfram), którego końce włączone są do źródła prądu, zaś sam drut znajduje się w obszarze badanej próżni. Im lepsza próżnia, tym mniej gazu i tym gorzej jest odprowadzane ciepło z drutu, co powoduje wzrost jego temperatury. Wskutek tego zwiększa się oporność drutu, którą mierzy się włączając szeregowo amperomierz lub też włączając sondę w jedno z ramion mostka Wheatstone'a. Tego typu próżniomierz znajduje zastosowanie do pomiaru próżni w zakresie 0,5 do 10−3 Tr.
W próżniomierzu termoelektrycznym również znajduje się rozgrzany za pomocą prądu drut, jednak jego temperatura jest mierzona za pomocą termopary. Miarą próżni jest więc siła termoelektryczna termopary. Zakres mierzonych ciśnień próżniomierza termoelektrycznego jest taki sam jak dla próżniomierza Piraniego.
Próżniomierz bimetaliczny jest rodzajem próżniomierza cieplnoprzewodnościowego (jak próżniomierz Piraniego i próżniomierz termoelektryczny). Jego działanie opiera się na przepływie prądu przez spiralę z bimetalu, która się nagrzewa. Im lepsza próżnia tym gorsze oddawanie ciepła ze spirali do otoczenia. Wskutek tego spirala nagrzewa się silniej i następuje jej odkształcenie. Odkształcenie to jest miarą próżni. Odkształcenie to może być mierzone podobnie jak w manometrze sprężyną Bourdona, poprzez dołożenie przekładni, wskazówki i skali. Zakres mierzonych próżni jest taki sam jak dla próżniomierza Piraniego. Próżniomierz bimetaliczny ma dużą bezwładność i małą dokładność.
Próżniomierz kompresyjny (Mc Leoda) nadaje się do pomiaru ciśnień od ok. 1 do ok. 10−6 Tr. Jego działanie polega na wypełnianiu specjalnego zbiornika rtęcią (kompresja gazu w rurce pomiarowej) i odczycie różnicy wysokości słupków rtęci w rurce połączonej ze zbiornikiem kompresyjnym i w rurce z nim nie połączonej. Próżniomierz ten jest dość kłopotliwy w obsłudze, z uwagi na konieczność operowania rtęcią. Stosuje się go rzadko.
Próżniomierz alfatronowy (zwany niekiedy alfatronem) jest próżniomierzem radioizotopowym. Można go traktować jako odmianę próżniomierza jonizacyjnego, w którym jonizacja cząsteczek gazu w nieidealnej próżni następuje przez promieniowanie alfa, emitowane przez np. z niewielkiej próbki radu lub trytu. Próżniomierz tego typu nie jest wrażliwy na zapowietrzenie (w odróżnieniu od pracujących próżniomierzy jonizacyjnych z gorącą katoda, jak trioda cylindryczna, głowica J-G czy Bayarda-Alperta).
Próżniomierz jarzeniowy (próżniomierz Penninga) stosuje się w zakresie ciśnień od ok. 10−2 do 10−8 Tr. Do elektrod głowicy przyłożone jest wysokie napięcie (1000–2000 V. Elektrody umieszczone są dodatkowo w zewnętrznym polu magnetycznym magnesu trwałego.Obecność pola magnetycznego zwiększa zakres pomiarowy od strony niższych ciśnień, zapobiegając zgaśnięciu wyładowania jarzeniowego. Miarą próżni jest prąd wyładowania jarzeniowego. Próżniomierz jarzeniowy jest niewrażliwy na zapowietrzenie. Wadą natomiast jest niezbyt duża dokładność i niestabilność pracy.